# DJs from Mars

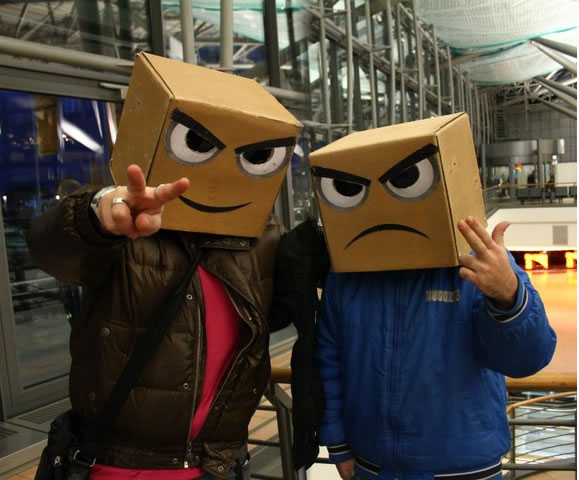
DJs from Mars (2010)

Die DJs from Mars sind ein italienisches Produzenten- und DJ-Team, bestehend aus Max Aqualuce (* 3. August 1979 in Turin, eigentlich Massimiliano Garino) und Luca Ventafunk (* 29. Februar 1976 in Turin, eigentlich Luca Emanuele Ventafridda). Hauptsächlich bekannt sind die DJs from Mars durch ihre Remixe, Mashups aktueller Lieder und durch mehrmalige Zusammenarbeit mit dem deutschen Dance-Duo Brooklyn Bounce. Wöchentlich erscheint auf der Plattform Mixcloud die sogenannte Alien Selection - eine meist einstündige, gestreamte Zusammenstellung ihrer aktuellen Remixe, aber auch aktuelle Mashups anderer DJs. Des Weiteren veröffentlichen sie jährlich im Dezember auf ihrem Youtube-Kanal ein Mashup-Video, das auf Kreuzungen der meisten Dance-Tracks des jeweiligen Jahres besteht. 
Bis 2011 standen die DJs from Mars beim Label Bliss Corporation unter Vertrag, bis 2013 bei Dance and Love. Im Herbst 2013 gründeten Aqualuce und Ventafunk ihr eigenes Label, Alien Militia
2013 erreichte das Duo Platz 95 des DJ Mag Top 100 Votings.
Im Jahre 2018 produzierten die DJs from Mars ein offizielles Mashup-Video mit diversen Hits von David Guetta: dies wurde auf dessen persönlichem Youtube-Kanal bisher über 77,7 Millionen Mal aufgerufen (Stand: März 2024). Seitdem erstellen sie regelmäßig Remixe der aktuellen Hits von David Guetta und sind mit ihm auf Live-Konzerten anzutreffen.

## Diskografie

### Alben
- Bootfellas (2009)
- Alien Nation Vol.1 – The Ultimate Remix Collection (2010)
- Alien Nation Vol.2 – DJs From Mars Remix Compilation (2011)
- Bootzilla! (2013)
- Bootzilla Vol.2 (2014)
- Bootzilla Vol.3 (2015)
- Bootzilla Vol.4 (2018)
- Bootzilla Vol.5 (2022)

### Singles
- Non dormo più (2003)
- Open Sesame (2005)
- The Motherfucker (2007)
- Don't Give Up (2008)
- Saturday Night on the Moon (2008)
- Dirty Mary (My Name Is) (2008)
- Who Gives a Fuck About Deejays (2008)
- Insane in da Brain (feat. Fragma) (2011)
- Phat Ass Drop (2012)
- Rock'n'Roll (2013)
- Rolling In The Dip (2016)
- We Play Loud (2016)
- Varanasi Ghats (2016)
- Somebody Call The Cops (mit Mosimann) (2016)
- Stronger (2016)
- Don't Come Back (2016)
- Babylon Justice (mit WTDJ) (2016)
- Always There For You (2017)
- Harlem (2017)

### Remixe
- Zeig mir wie du tanzt (DJs from Mars Remix) – Frida Gold (2010)
- Let’s Love (DJs from Mars Remix) - David Guetta & Sia (2020)
- I don't wanna wait (DJs from Mars Remix) - David Guetta, OneRepublic